# Commentary
Commentary est un magazine américain mensuel, traitant de politique, du judaïsme et de problématiques culturelles et sociales.

## Historique
Le magazine fut fondé par l'American Jewish Committee en 1945. En 1960, son principal éditeur était Norman Podhoretz, un homme de gauche qui glissa vers le néo-conservatisme dans les années 1970 et qui devint pendant les années 1980 un porte-voix de l'anticommunisme. 
Benjamin Balint précise que le magazine « transforme le Juif de gauche en néoconservateur de droite ». L'historien Richard Pells conclut qu'« aucun autre journal durant le demi-siècle écoulé n'a été aussi influent, ou aussi central dans les débats de grande importance qui ont transformé la vie politique et intellectuelle des États-Unis d'Amérique ».